# Benjamin Doe
Benjamin Doe (Sinoe, 23 de junio de 1999) es un futbolista liberiano que juega en la demarcación de delantero para el LISCR FC de la Primera División de Liberia.

## Selección nacional
Hizo su debut con la selección de fútbol de Liberia el 7 de noviembre de 2019 en un encuentro amistoso contra Egipto que finalizó con un resultado de 1-0 a favor del combinado egipcio tras el gol de Hamdy Fathy.

## Clubes
| Club     | País    | Año       | Partidos | Goles |
| -------- | ------- | --------- | -------- | ----- |
| LISCR FC | Liberia | 2017-2020 |          |       |
| NK HAŠK  | Croacia | 2020-2022 | 38       | 3     |
| LISCR FC | Liberia | 2022-     |          |       |